# Чубыкин, Владимир Борисович
Влади́мир Бори́сович Чубыкин (21 апреля 1953, Хабаровск — 15 октября 2019) — советский и российский футболист, защитник, полузащитник.
Воспитанник школы «Чайка» Хабаровск, тренер Иван Пудов. В 1973 году провёл три матча во второй лиге за «Металлург» Жданов. Затем играл за клубы КФК из Хабаровска «Динамо», «Заря», «Локомотив». В 1982—1992 годах во второй (1982—1989), второй низшей (1990—1991) лигах СССР и первой лиге России (1992) за «Амур» Комсомольск-на-Амуре провёл 299 матчей, забил 24 гола.